# Tomas Fischer
Tomas Jörgen Fischer, född 1 december 1940 i Härnösand, död 14 augusti 2022 på Saint-Barthélemy, var en svensk finansman och förläggare.

## Affärskarriär
Fischer växte upp i Sundsvall och anställdes 1968 som aktiemäklare hos Bankirfirman Langenskiöld (som 1980 bytte namn till Carnegie) tillsammans med Erik Penser. Tack vare Penser och Fischer ökade Langenskiölds omsättning och courtageintäkter stort. 1984 startade Fischer den egna fondkommissionen Fischer & Partners, som 2001 såldes till Invik. Firman såldes sedan vidare till Glitnir 2006. Han tog 1984 även initiativ till Skandigen, ett investmentbolag för nya bioteknikföretag. Skandigen blev senare Skanditek. År 1987 köpte han det dåvarande Författarförlaget och döpte om det till Bokförlaget Fischer & Co. Förlaget gav bland annat 1999 ut boken Döden är en man av Per Lindeberg. Fischer & Co ingår sedan 2007 i förlagsgruppen Lind & Co.

## Donationer
Fischer gjorde sig känd som mecenat. Han var under lång tid tillsammans med Sven Philip-Sörensen finansiär av verksamheten vid Ulriksdals slottsteater. Han skänkte även en konstsamling till Bollsta Folkets hus i Ångermanland, där han var född, med bland annat verk av Max Book, Thage Nordholm och Anders Åberg. Moderna museet mottog som gåva två verk av Marcel Duchamp, Etant Donnés, och Thielska galleriet erhöll verk av Anders Zorn, Ernst Josephson och Oskar Bergman. Fischer lämnade även betydande bidrag till bland annat Tyska skolan, Franska skolan, Svenska Helsingforskommittén för mänskliga rättigheter, Norrlands nation och Stockholms nation vid Uppsala universitet samt till Centrum för Vetenskapshistoria vid Kungliga Vetenskapsakademien, som äger en aktieportfölj som skänktes och förvaltades av honom och vars värde kom att uppgå till cirka 40 miljoner kronor (2011). Vidare lämnade Fischer ekonomiskt stöd till Ebbe Carlssons spaningar efter Olof Palmes mördare.
Fischer var sedan år 1994 bosatt i Gustavia  på den tidigare svenska kolonin Saint-Barthélemy i Västindien.
År 1996 härjades Saint-Barthélemy av orkanen Luis, som bland annat förstörde taket på den anglikanska kyrkan i Gustavia. Fischer bekostade ett nytt tak, och stödde även den årliga musikfestivalen på ön. 
Han donerade även medel till The Tomas Fischer Science Building.

## Skattetvist 2010
År 2010 var Fischer involverad i en tvist med det svenska Skatteverket rörande 14,8 miljoner kronor efter att verket undersökt dolda svenska förmögenheter i Liechtenstein. Kärnan i tvisten gällde var Fischer var bosatt; själv hävdade han Saint Barthélemy, medan Skatteverket menade att han var bosatt i Sverige. 2008 kritiserade Fischer, i en artikel i Fokus, där han var krönikör, Skatteverkets generaldirektör Mats Sjöstrand för att denne tagit befattning med stulna handlingar.

## Utmärkelser
Fischer var hedersledamot vid Norrlands nation och Stockholms nation i Uppsala. Han tilldelades Kungliga Vetenskapsakademiens Linnémedalj i guld och den franska orden  L'ordre national du Mérite.